# Ermida Nossa Senhora das Candeias (Fenais da Luz)
A Ermida Nossa Senhora das Candeias dos Fenais da Luz foi um templo português localizado na freguesia dos Fenais da Luz, concelho de Ponta Delgada, açoriana de São Miguel.
Esta ermida que já não existe se não na forma de uma lápide comemorativa foi edificada no século XVI a mando do Jácome Dias Correia e de sua esposa Beatriz Rodrigues Raposo, junto ao seu solar.
A ermida de Nossa Senhora das Candeias fez parte do vínculo instituído por Aires Jácome Correia, cujo testamento foi aprovado corria o ano de 1613.
Nos seus tempos áureos este templo era de maiores dimensões que a Ermida de São Pedro. Era dotada por uma só nave e de formato quase quadrado, com um altar ao fundo. Este altar era delimitado pelo costumeiro arco onde era guardada uma imagem da Virgem.
Pela parte da esquerda, tinha dois arcos que serviam de comunicação com a sacristia.
Nesta ermida houve uma pia de água benta que se localizava sobre uma coluna e que provinha desde o tempo da construção da ermida.
O frontispício, esse, seria dos princípios do século XVI e de época anterior ao campanário, e era rematando lateralmente por urnas constantes com o estilo da portada.
Ao longo dos séculos esta ermida foi sempre local de devoção eleito pelo povo dos Fenais da Luz onde se deslocavam sempre no dia 2 de Fevereiro de cada ano a quando das festividades consagradas à Nossa Senhora da Estrela.
No entanto, e com o passar dos séculos este templo foi caindo no abandono, não havendo por parte da Paróquia ou da Diocese possibilidades financeiras para a sua recuperação. O edifício começou a ameaçar ruir década de 50, do século XX, ao ponto de em 1968, a Junta da Freguesia vir a sugerir à Câmara Municipal de Ponta Delgada a demolição da mesma, o que foi feito.